# 드루스키닝카이

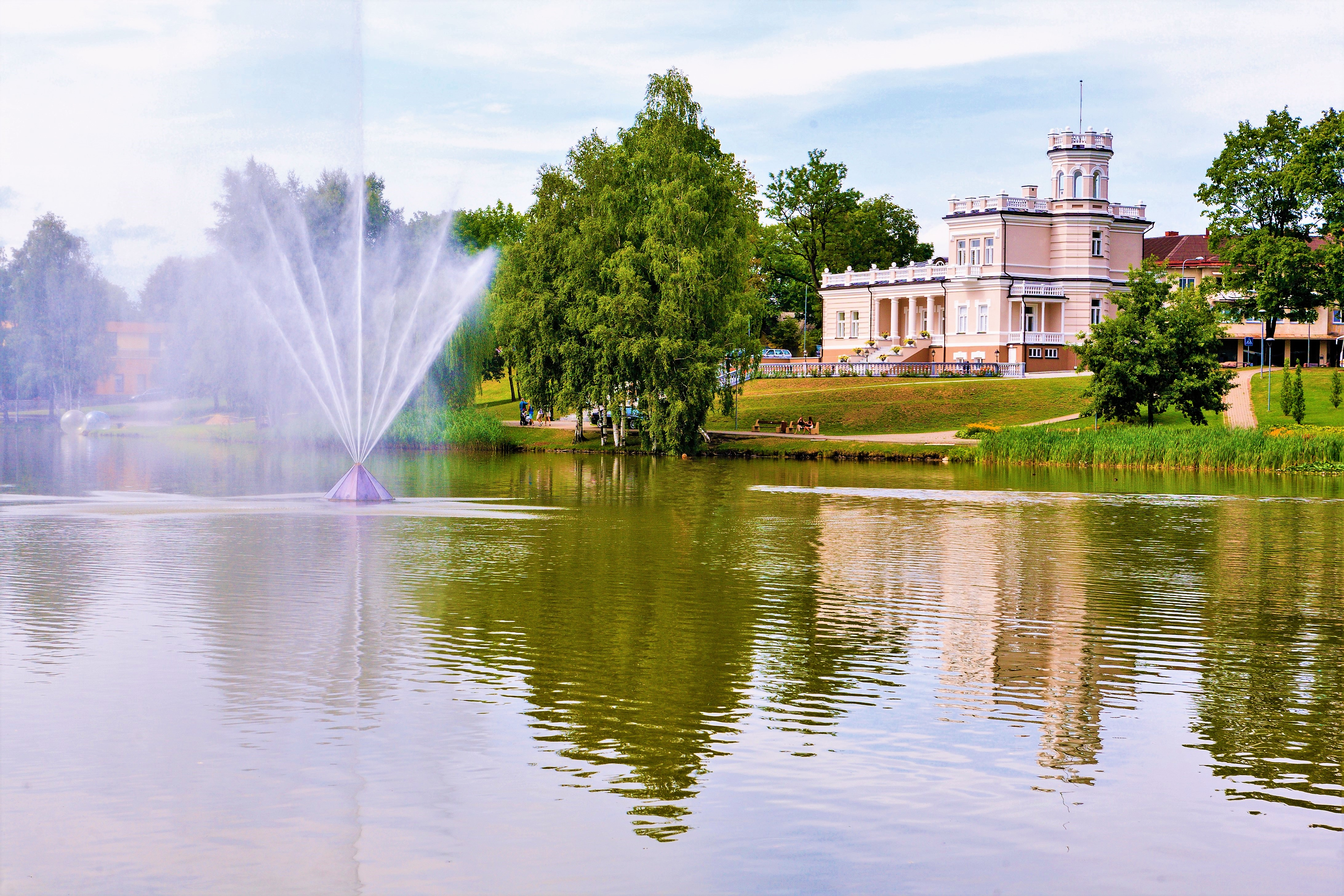
드루스키닝카이

드루스키닝카이(리투아니아어: Druskininkai)는 리투아니아 남부 알리투스주의 도시로 인구는 14,172명(2013년 기준)이다. 네만강과 접하며 벨라루스, 폴란드 국경과 가까운 지점에 위치한다.
1596년 문헌에 처음으로 등장했으며 1893년에 도시 지위를 부여받았다. 19세기에 온천 휴양지로 개발되었다. 소련 시절에 건립된 조각상들이 전시된 그루타스 공원이 이 곳에 위치한다.

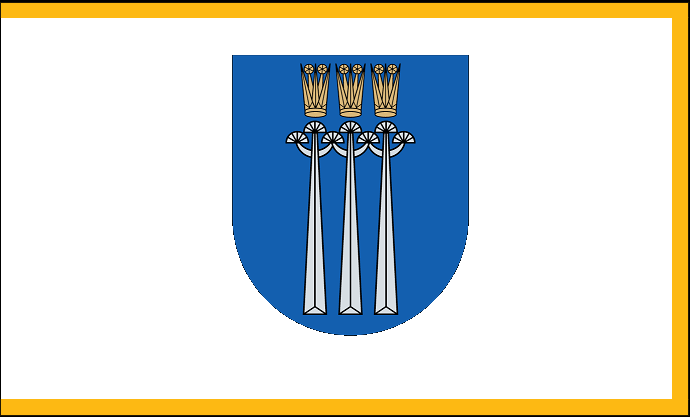
시기
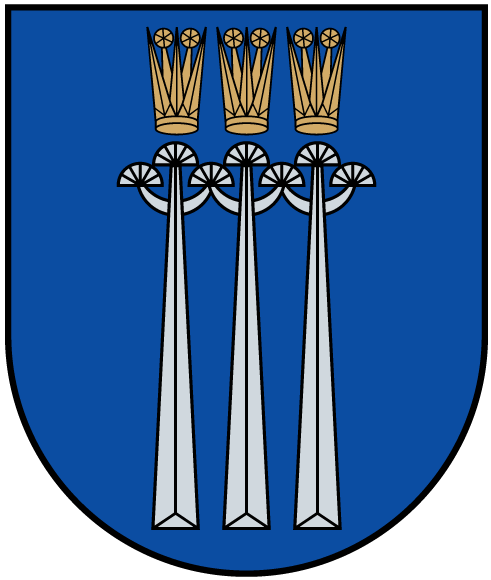
시 문장

## 자매 도시
- 폴란드 아우구스투프
- 폴란드 엘블롱크
- 폴란드 스트셸체오폴스키에
- 벨라루스 흐로드나
- 러시아 제르진스크
- 러시아 콜피노